# Lijst van watertorens in Limburg (Nederland)
Deze lijst vormt een overzicht van watertorens in Limburg.
| Watertoren                                                                  | Plaats                      | Provincie | Bouwjaar  | Afgebroken | Hoogte   | Inhoud          | Architect                                             | Foto |
| --------------------------------------------------------------------------- | --------------------------- | --------- | --------- | ---------- | -------- | --------------- | ----------------------------------------------------- | ---- |
| Brunssum                                                                    | Brunssum                    | Limburg   | 1952      | 1988       | 56 m     | 600 m³          |                                                       |      |
| Geleen                                                                      | Geleen                      | Limburg   | 1924      |            | 30 m     | 640 m³          | Ir. A.E. Dinger, hoofd-bedrijfsingenieur Staatsmijnen |      |
| Heerlen, Heerlerbaan                                                        | Heerlen                     | Limburg   | 1915      | 1976       | 27 m     | 600 m³          | Internationale Gewapendbeton Bouw                     |      |
| Heerlen, Oranje Nassaumijnen                                                | Heerlen                     | Limburg   | 1952      |            | 35 m     | 630 m³          |                                                       |      |
| Heerlen, Vrieheide                                                          | Heerlen                     | Limburg   | 1965      |            | 41,43 m  | 1000 m³         | H.W.F.C. Heman en F.H. Steeneken                      |      |
| Rimburg                                                                     | Rimburg of Ubach over Worms | Limburg   | 1923      |            | 35,7 m   | 200 m³          |                                                       |      |
| Maastricht                                                                  | Maastricht                  | Limburg   | 1912      | 1992       | 43 m     | 300 m³          | Jan Wiebenga                                          |      |
| Watertoren van de Kweekschool van de Broeders van de Onbevlekte Ontvangenis | Maastricht                  | Limburg   | 1909      |            |          |                 | Lambertus Faber; Alphons Boosten                      |      |
| Roermond (1898)                                                             | Roermond                    | Limburg   | 1898      | 1945       | 37,25 m  | 300 m³          | H.P.N. Halbertsma                                     |      |
| Roermond (1930)                                                             | Roermond                    | Limburg   | 1930      |            | onbekend | onbekend        | S. van Ravesteyn                                      |      |
| Schimmert, De Reus van Schimmert                                            | Schimmert                   | Limburg   | 1927      |            | 38 m     | 1150 m³         | J. Wielders                                           |      |
| Simpelveld                                                                  | Simpelveld                  | Limburg   | 1929-1930 |            | 8,85 m   | 25 m³ + 25 m³   |                                                       |      |
| Stramproy                                                                   | Stramproy                   | Limburg   | onbekend  |            | onbekend | onbekend        |                                                       |      |
| Tegelen (1908)                                                              | Tegelen                     | Limburg   | 1908-1909 |            | 38 m     | 75 m³           |                                                       |      |
| Tegelen (1939)                                                              | Tegelen                     | Limburg   | 1939      |            | 32,1 m   | 500 m³          | E. Noorman                                            |      |
| Venlo                                                                       | Venlo                       | Limburg   | 1958      | 2004       | onbekend | 610 m³ + 390 m³ | A.J. van Eck                                          |      |

Drenthe ·
Flevoland ·
Friesland ·
Gelderland ·
Groningen ·
Limburg ·
Noord-Brabant ·
Noord-Holland ·
Overijssel ·
Utrecht ·
Zeeland ·
Zuid-Holland